# نصر
نصر صد و دهمین سوره از سوره‌های قرآن است که در مصحف عثمانی قبل از سوره مسد و بعد از سوره کافرون قرار گرفته‌است. این سوره در مدینه نازل شده و دارای ۳ آیه است که در جزء سی‌ام قرار دارد. سوره نصر آخرین سوره‌ای است که به صورت یکجا بر محمد، پیامبر اسلام، نازل شد.
مقصود از نصرت در آیه اول، پیروزی و غلبه نهایی است به نحوی که دیگر دشمن قادر به تحرک نیست. در اینکه این پیروزی بر چه گروهی اتفاق افتاده، بین مفسرین اختلاف نظر وجود دارد. در آیه دوم مقصود از «أَفْوَاجًا»، این است که پس از اینکه مردم در گذشته به تنهایی و سپس چندتایی به دین اسلام گرویدند، پس از فتح مکه در سال هشتم هجرت به صورت گروهی و قبیله‌ای وارد دین اسلام خواهند شد. در آیه سوم، الله به تسبیح، حمد و استغفار دستور می‌دهد. دربارهٔ ترتیب این دستور (ابتدا به تسبیح، سپس به حمد و پس از آن به استغفار) فروضی مطرح شده‌است. برخی از مفسرین این امر را اماره‌ای بر پایان یافتن وظیفه پیامبر اسلام در تبلیغ دین می‌داند و از آن این نتیجه را می‌گیرند که عمر محمد رو به پایان است. مشهور مفسرین این سوره را نوعی آگاهی به پیامبر اسلام مبنی بر به پایان آمدن مدت حیات وی می‌دانند. اما در اینکه وی چه مدت پس از نزول سوره نصر، زندگی کرد اختلاف نظر وجود دارد؛ گروهی بر این باورند که او پس از نزول این سوره کمتر از دو سال و گروهی دیگر نیز معتقدند که وی تا حدود هشتاد روز پس از نزول زندگی کرد و سپس وفات یافت.
عمده‌ترین اختلاف در نزول این سوره این است که زمان نزول سوره، چه موقع است. بر اساس نظر محمدهادی معرفت، قرآن پژوه شیعه، جایگاهش در ترتیب نزول سورهٔ صد و دوم، قبل از سوره نور و بعد از سوره حشر است. مرتضی مطهری، مفسر شیعه، نزول آن را قبل از فتح مکه، اَبوحَیّان اَندُلسی، مفسر اهل سنت، نزول را بعد از غزوه خیبر، ابن عُمر و زَمَخشری، مفسر اهل سنت، نزول را در وسط ایام تشریق در حجةالوداع، علامه طباطبائی، مفسر شیعه، آن را بعد از صلح حُدَیبیه و بعد از نزول سوره فتح و طبری، مفسر اهل سنت، نیز آن را پس از فتح مکه و وارد شدن مردم به دین اسلام می‌دانند.
در فضیلت این سوره روایات متعددی از شیعه و سنی نقل شده که در برخی ثواب قرائت آن را معادل کسانی دانسته که در فتح مکه با پیامبر اسلام بودند و در برخی دیگر فضیلت آن را در اثرات آن، مثل یاری کردن خدا به او در دنیا و آخرت دانسته‌اند.

## نام‌ها

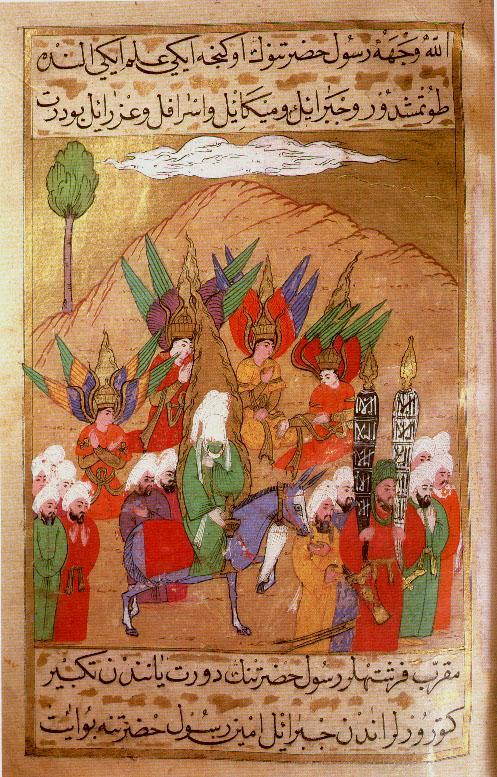
نگاره‌ای از پیامبر اسلام در حال فتح و ورود به مکه

شهرت اصلی این سوره به «نصر» است اما به او سوره «تودیع» نیز گفته می‌شود؛ چراکه در این سوره به صورت ضمنی، خبر از درگذشت پیامبر اسلام داده شده. در روایات نیز از او به عنوان سوره «إِذا جاءَ نَصْرُ اللهِ وَ الْفَتْحُ» (آیه اول) و «إِذا جاءَ نَصْرُ الله» نام برده شده‌است. راغِب اصفهانی در المفردات، «نصر» را به معنای «عَون و یاری کردن» تعریف کرده‌است.

## نزول
این سوره در مدینه نازل شده و قدر مسلم این است که در سه یا چهار سال پایانِ عمرِ محمد بن عبدالله نازل شده‌است. آنچه میان مفسرین مورد اختلاف واقع شده‌است، نزول سوره قبل یا بعد از فتح مکه (دهم رمضان سال هشتم هجری) می‌باشد. شیخ طوسی، شیخ طبرسی و مرتضی مطهری، از مفسران شیعه، به قرینه «اِذا جاءَ» و برداشت معنای مضارع از ترکیب فعل ماضی و «اذا»، معتقدند که این سوره قبل از فتح مکه نازل شده‌است. در مقابل گروهی دیگر از مفسران با در نظر گرفتن معنای ماضی برای فعل «جاء»، نزول سوره را بر اساس سیاق آیه، بعد از فتح مکه دانسته‌اند. ابوحیان اندلسی، مفسر اهل سنت، نزول این سوره را بعد از غزوه خیبر می‌داند و می‌گوید که پیامبر اسلام، پس از نزول سوره، دو سال زندگی کرد. علامه طباطبائی، مفسر شیعه، معتقد است که این سوره بعد از صلح حدیبیه و بعد از نزول سوره فتح و قبل از فتح مکه نازل شده‌است. طبری، مفسر اهل سنت، خبری از عطاء بن یسار نقل می‌کند که او می‌گوید: تمام سوره نصر در مدینه، پس از فتح مکه و وارد شدن مردم به دین اسلام، نازل شد. وجود گزارشاتی تاریخی از جمله گزارش ابن‌عباس، زهری، ابن کثیر، یعقوبی و جمعی دیگر از تاریخ‌نویسان مسلمان از واقعه فتح مکه، مویدی بر نزول سوره نصر پس از مدت کوتاهی از فتح مکه می‌باشد.
بر اساس روایتی از ابن عمر - صحابی پیامبر اسلام - که در منابع شیعی و سنی همچون تفسیر کشاف و قمی گزارش شده‌است، این سوره در میانه ایام تشریق در حجةالوداع نازل گردید و محمد بن عبدالله تا حدود هشتاد روز پس از آن زندگی کرد. در روایتی دیگر که مقاتل از ابن‌عباس نقل می‌کند، این سوره هشتاد روز قبل از فوت پیامبر نازل شده‌است. همچنین فخر رازی، مفسر سنی مذهب، با اشاره به روایتی مجهول، نزول سوره را ۷۰ روز قبل از وفات پیامبر اسلام گزارش کرده‌است اما بدون ذکر دلیل، نزول سوره پیش از فتح مکه را ترجیح داده‌است. در منابع شیعه و سنی روایتی گزارش شده که بر طبق آن سوره نصر، یکسال قبل از فوت پیامبر نازل شده‌است. بر اساس روایتی دیگر از صحابی پیامبر، جابر بن عبدالله انصاری، سوره نصر در هجده روز قبل از فوت پیامبر اسلام نازل شده‌است. همچنین از ابن‌عباس، از صحابه محمد، نقل شده که این سوره، آخرین سوره‌ای از قرآن است که یکباره نازل شده‌است. روایتی نیز از علی بن موسی الرضا (امام هشتم شیعیان) نقل شده که وی در آن چنین می‌گوید:
از پدرم شنیدم که از پدرش روایت کرد: اولین سوره ای که از قرآن نازل شد سوره (بسم الله الرحمن الرحیم اقرا باسم ربک) بود، و آخرین سوره ای که نازل شد سوره اذا جاء نصرالله بود. 
جایگاه این سوره در مصاحف مختلف است. در مصحف عثمانی، سوره نصر صد و دهمین سوره است که قبل از سوره مسد و بعد از سوره کافرون قرار دارد. این سوره، صد و چهارمین سوره از مصحف ابن‌عباس است که قبل از سوره واقعه و بعد از سوره توبه واقع شده‌است. اما در مصحف ابن مسعود، صحابی پیامبر اسلام، صد و یکمین سوره، قبل از سوره کوثر و بعد از سوره عصر است. محل قرارگیری سوره کافرون در مصحف اُبَیّ بن کَعب، صحابی پیامبر اسلام، دقیق نیست. ابن ندیم آن را صد و یازدهمین سوره (قبل از سوره مسد و بعد از سوره کافرون) و سُیوطی آن را صد و پنجمین سوره از این مصحف می‌داند. محمدهادی معرفت، قرآن پژوه شیعه، این سوره را در ردیف صد و دومین ترتیب نزول، قبل از سوره نور و بعد از سوره حشر، قرار داده‌است.

## محتوا و ساختار سوره
در تعداد آیات این سوره اختلافی وجود ندارد و همه در آن روی عدد سه متفق هستند. محتوای این سوره دربارهٔ فتح و پیروزی و حمد و استغفار و این نوع مسائل است و مربوط به شخص پیامبر اسلام است. متن سوره با ترجمه مکارم شیرازی، مفسر شیعه، عبارت است از:
بِسْمِ اللَّهِ الرَّحْمَنِ الرَّحِیمِ
إِذَا جَاءَ نَصْرُ اللَّهِ و الفتحُ ﴿۱﴾ هنگامی که یاری خدا و پیروزی بر مشرکان مکه فرا رسد، ﴿۱﴾
وَرَأَیْتَ النَّاسَ یَدْخُلُونَ فِی دِینِ اللَّهِ أَفْوَاجًا ﴿۲﴾ و ببینی مردم گروه گروه وارد دین خدا می‌شوند، ﴿۲﴾
فَسَبِّحْ بِحَمْدِ رَبِّکَ وَاسْتَغْفِرْهُ إِنَّهُ کَانَ تَوَّابًا ﴿۳﴾ پروردگارت را تسبیح و حمد گوی و از او آمرزش بخواه که او بسیار توبه‌پذیر است. ﴿۳﴾
امید مجد، مترجم و شاعر ایرانی، ترجمه سوره نصر را به نظم، چنین سروده‌است:
| سرآغاز گفتار، نام خداست   |  | که رحمت‌گر و مهربان خلق راست |
| چو با یاریِ کردگار بشر     |  | عیان گشت رایات فتح و ظفر    |
| ببینی همه دسته دسته ز راه |  | بیایند در دین یکتا اله      |
| ستایش کن آنگاه پروردگار   |  | تو آمرزشی خواه از کردگار    |
| که توبه پذیرست یکتا خدا   |  | ببخشاید از بندگانش خطا      |

ساختار درختی محتوای این سوره نیز چنین است:
|  |  |  |  |  |  |  |  |  |  |  |  |  |  |  |  |  |  |  |  |                                                        |                                                        |                                                        |                                                        |                                                        |                                                        |                                                             |                                                             |                                                             |                                                             |                                                             |                                                             |                                                          |                                                          |                                                          |                                                          |                                                          |                                                          | در موفقیت‌های بزرگ، خدا را فراموش نکنید |  |  |  |  |  |                                                                  |                                                                  |                                                                  |                                                                  |                                                                  |                                                                  |                                                      |                                                      |                                                      |                                                      |                                                      |                                                      |                                                         |                                                         |                                                         |                                                         |                                                         |                                                         |  |  |  |  |  |  |  |  |  |  |  |  |  |  |  |  |  |  |  |  |  |  |  |  |  |  |  |  |  |  |  |  |  |  |  |  |
|  |  |  |  |  |  |  |  |  |  |  |  |  |  |  |  |  |  |  |  |                                                        |                                                        |                                                        |                                                        |                                                        |                                                        |                                                             |                                                             |                                                             |                                                             |                                                             |                                                             |                                                          |                                                          |                                                          |                                                          |                                                          |                                                          |                                        |  |  |  |  |  |                                                                  |                                                                  |                                                                  |                                                                  |                                                                  |                                                                  |                                                      |                                                      |                                                      |                                                      |                                                      |                                                      |                                                         |                                                         |                                                         |                                                         |                                                         |                                                         |  |  |  |  |  |  |  |  |  |  |  |  |  |  |  |  |  |  |  |  |  |  |  |  |  |  |  |  |  |  |  |  |  |  |  |  |
|  |  |  |  |  |  |  |  |  |  |  |  |  |  |  |  |  |  |  |  |                                                        |                                                        |                                                        |                                                        |                                                        |                                                        |                                                             |                                                             |                                                             |                                                             |                                                             |                                                             |                                                          |                                                          |                                                          |                                                          |                                                          |                                                          |                                        |  |  |  |  |  |                                                                  |                                                                  |                                                                  |                                                                  |                                                                  |                                                                  |                                                      |                                                      |                                                      |                                                      |                                                      |                                                      |                                                         |                                                         |                                                         |                                                         |                                                         |                                                         |  |  |  |  |  |  |  |  |  |  |  |  |  |  |  |  |  |  |  |  |  |  |  |  |  |  |  |  |  |  |  |  |  |  |  |  |
|  |  |  |  |  |  |  |  |  |  |  |  |  |  |  |  |  |  |  |  |                                                        |                                                        |                                                        |                                                        |                                                        |                                                        | نکته دوم: آیه ۳ وظایف پیامبر و مسلمانان پس از کسب پیروزی ، ‏ | نکته دوم: آیه ۳ وظایف پیامبر و مسلمانان پس از کسب پیروزی ، ‏ | نکته دوم: آیه ۳ وظایف پیامبر و مسلمانان پس از کسب پیروزی ، ‏ | نکته دوم: آیه ۳ وظایف پیامبر و مسلمانان پس از کسب پیروزی ، ‏ | نکته دوم: آیه ۳ وظایف پیامبر و مسلمانان پس از کسب پیروزی ، ‏ | نکته دوم: آیه ۳ وظایف پیامبر و مسلمانان پس از کسب پیروزی ، ‏ |                                                          |                                                          |                                                          |                                                          |                                                          |                                                          |                                        |  |  |  |  |  |                                                                  |                                                                  |                                                                  |                                                                  |                                                                  |                                                                  | نکته اول: آیه ۱–۲ بشارت پیروزی‌های بزرگ برای مسلمانان | نکته اول: آیه ۱–۲ بشارت پیروزی‌های بزرگ برای مسلمانان | نکته اول: آیه ۱–۲ بشارت پیروزی‌های بزرگ برای مسلمانان | نکته اول: آیه ۱–۲ بشارت پیروزی‌های بزرگ برای مسلمانان | نکته اول: آیه ۱–۲ بشارت پیروزی‌های بزرگ برای مسلمانان | نکته اول: آیه ۱–۲ بشارت پیروزی‌های بزرگ برای مسلمانان |                                                         |                                                         |                                                         |                                                         |                                                         |                                                         |  |  |  |  |  |  |  |  |  |  |  |  |  |  |  |  |  |  |  |  |  |  |  |  |  |  |  |  |  |  |  |  |  |  |  |  |
|  |  |  |  |  |  |  |  |  |  |  |  |  |  |  |  |  |  |  |  |                                                        |                                                        |                                                        |                                                        |                                                        |                                                        | نکته دوم: آیه ۳ وظایف پیامبر و مسلمانان پس از کسب پیروزی ، ‏ | نکته دوم: آیه ۳ وظایف پیامبر و مسلمانان پس از کسب پیروزی ، ‏ | نکته دوم: آیه ۳ وظایف پیامبر و مسلمانان پس از کسب پیروزی ، ‏ | نکته دوم: آیه ۳ وظایف پیامبر و مسلمانان پس از کسب پیروزی ، ‏ | نکته دوم: آیه ۳ وظایف پیامبر و مسلمانان پس از کسب پیروزی ، ‏ | نکته دوم: آیه ۳ وظایف پیامبر و مسلمانان پس از کسب پیروزی ، ‏ |                                                          |                                                          |                                                          |                                                          |                                                          |                                                          |                                        |  |  |  |  |  |                                                                  |                                                                  |                                                                  |                                                                  |                                                                  |                                                                  | نکته اول: آیه ۱–۲ بشارت پیروزی‌های بزرگ برای مسلمانان | نکته اول: آیه ۱–۲ بشارت پیروزی‌های بزرگ برای مسلمانان | نکته اول: آیه ۱–۲ بشارت پیروزی‌های بزرگ برای مسلمانان | نکته اول: آیه ۱–۲ بشارت پیروزی‌های بزرگ برای مسلمانان | نکته اول: آیه ۱–۲ بشارت پیروزی‌های بزرگ برای مسلمانان | نکته اول: آیه ۱–۲ بشارت پیروزی‌های بزرگ برای مسلمانان |                                                         |                                                         |                                                         |                                                         |                                                         |                                                         |  |  |  |  |  |  |  |  |  |  |  |  |  |  |  |  |  |  |  |  |  |  |  |  |  |  |  |  |  |  |  |  |  |  |  |  |
|  |  |  |  |  |  |  |  |  |  |  |  |  |  |  |  |  |  |  |  |                                                        |                                                        |                                                        |                                                        |                                                        |                                                        |                                                             |                                                             |                                                             |                                                             |                                                             |                                                             |                                                          |                                                          |                                                          |                                                          |                                                          |                                                          |                                        |  |  |  |  |  |                                                                  |                                                                  |                                                                  |                                                                  |                                                                  |                                                                  |                                                      |                                                      |                                                      |                                                      |                                                      |                                                      |                                                         |                                                         |                                                         |                                                         |                                                         |                                                         |  |  |  |  |  |  |  |  |  |  |  |  |  |  |  |  |  |  |  |  |  |  |  |  |  |  |  |  |  |  |  |  |  |  |  |  |
|  |  |  |  |  |  |  |  |  |  |  |  |  |  |  |  |  |  |  |  | وظیفه دوم: آیه ۳ پیروی از فرمان خدا و طلب آمرزش گناهان | وظیفه دوم: آیه ۳ پیروی از فرمان خدا و طلب آمرزش گناهان | وظیفه دوم: آیه ۳ پیروی از فرمان خدا و طلب آمرزش گناهان | وظیفه دوم: آیه ۳ پیروی از فرمان خدا و طلب آمرزش گناهان | وظیفه دوم: آیه ۳ پیروی از فرمان خدا و طلب آمرزش گناهان | وظیفه دوم: آیه ۳ پیروی از فرمان خدا و طلب آمرزش گناهان |                                                             |                                                             |                                                             |                                                             |                                                             |                                                             | وظیفه اول: آیه ۴ تسبیح خدا با یادآوری نعمت‌ها و کمالات او | وظیفه اول: آیه ۴ تسبیح خدا با یادآوری نعمت‌ها و کمالات او | وظیفه اول: آیه ۴ تسبیح خدا با یادآوری نعمت‌ها و کمالات او | وظیفه اول: آیه ۴ تسبیح خدا با یادآوری نعمت‌ها و کمالات او | وظیفه اول: آیه ۴ تسبیح خدا با یادآوری نعمت‌ها و کمالات او | وظیفه اول: آیه ۴ تسبیح خدا با یادآوری نعمت‌ها و کمالات او |                                        |  |  |  |  |  | پیروزی دوم: آیه ۲ استقبال گسترده مردم از دین اسلام در پی فتح مکه | پیروزی دوم: آیه ۲ استقبال گسترده مردم از دین اسلام در پی فتح مکه | پیروزی دوم: آیه ۲ استقبال گسترده مردم از دین اسلام در پی فتح مکه | پیروزی دوم: آیه ۲ استقبال گسترده مردم از دین اسلام در پی فتح مکه | پیروزی دوم: آیه ۲ استقبال گسترده مردم از دین اسلام در پی فتح مکه | پیروزی دوم: آیه ۲ استقبال گسترده مردم از دین اسلام در پی فتح مکه |                                                      |                                                      |                                                      |                                                      |                                                      |                                                      | پیروزی اول: آیه ۱۳ فتح مکه توسط مسلمانان با یاری خداوند | پیروزی اول: آیه ۱۳ فتح مکه توسط مسلمانان با یاری خداوند | پیروزی اول: آیه ۱۳ فتح مکه توسط مسلمانان با یاری خداوند | پیروزی اول: آیه ۱۳ فتح مکه توسط مسلمانان با یاری خداوند | پیروزی اول: آیه ۱۳ فتح مکه توسط مسلمانان با یاری خداوند | پیروزی اول: آیه ۱۳ فتح مکه توسط مسلمانان با یاری خداوند |  |  |  |  |  |  |  |  |  |  |  |  |  |  |  |  |  |  |  |  |  |  |  |  |  |  |  |  |  |  |  |  |  |  |  |  |

## تفسیر

### آیه اول
مشهور مفسرین معتقدند که مقصود از فتح، فتح مکه است. چراکه همراه با نصر آمده، اما اگر فتح بدون نصر می‌آمد مصداق آن مثل غزوه بنی‌نضیر و اگر نصر بدون فتح می‌آمد مصداق آن مثل غزوه بدر می‌شد. تفاوت‌هایی برای کلمه «نصر» و «فتح» گفته شده‌است، نظیر اینکه نصرت یعنی پیروزی و غلبه بر دشمن و بر افراد؛ «فتح» یعنی گشودن یک شهر. فتح را در مورد پیروزی بر افراد استعمال نمی‌کنند، «نصر» را هم در مورد شهر استعمال نمی‌کنند. فخر رازی، مفسر اهل سنت، می‌گوید تفاوت دیگر در این است که «نصر» سبب رسیدن به «فتح» است در نتیجه رابطه عِلّی و معلولی در آن وجود دارد. (به همین جهت در آیه ابتدا «نصر» آمد و سپس «فتح» به آن عطف شد) مفسر شیعه، ملا فتح‌الله کاشانی نیز همچون فخر رازی، از رابطه‌ای عِلّی سخن به میان می‌آورد اما نصر (کمک و یاری الهی) را علتی برای نصرت (به معنای عام پیروزی) و فتح را جنس نصرت دانسته‌است. در دانشنامهٔ قرآن دانشگاه ادینبرو نیز چنین آمده که تا قبل از آغاز فتوحات اسلامی، مفهوم مشخصی برای کلمه «فتح» وجود نداشت. تا اینکه مسلمانان امپراتوری‌های بیزاینس و ساسانی را فتح کردند.
از نظر مرتضی مطهری، مفسر شیعه، خداوند فتح مکه را با فعل «جاءَ» (یعنی روزی که این‌ها آمدند) بیان کرده‌است. گویی این‌ها مسافرینی هستند که باید بیایند و آمدند. علت این نوع تعبیر را، وعدهٔ سابق قرآن به پیروزی کامل و فتح مکه بیان می‌کند. در این آیه مقصود از نصرت و یاری خداوند، آن یاری که در مثل آیه ۱۲۳ سوره آل‌عمران آمده، نیست؛ بلکه مقصود پیروزی و غلبه نهایی است که دیگر دشمن قادر به تحرک نیست. علامه طباطبایی و طَبرسی، مفسران شیعه، این پیروزی را بر مشرکین قریش می‌دانند، اما زمخشری، مفسر معتزلی، و فخر رازی، مفسر اهل سنت، متعلق پیروزی را یا قریش یا عرب دانسته‌اند. فیض کاشانی، مفسر شیعه، نیز پیروزی را بر مطلق دشمنان پیامبر اسلام دانسته‌است. شیخ طبرسی، این آیه را بشارتی از جانب خدا به محمد برای پیروزی، قبل از فتح مکه می‌داند.

خطاطی و طراحی سوره نصر توسط محمد حیدری به خط شکسته‌نستعلیق

### آیه دوم
راغب اصفهانی، لغت‌شناس اهل سنت، در المفردات فی غریب القرآن کلمه «افواج» را جمعِ «فوج» گرفته و آن را به معنای جماعتی که به سرعت عبور می‌کنند، تعریف کرده‌است. بنا به گفته وی، معنای این آیه چنین است که جماعتی بعد از جماعتی دیگر به اسلام در می‌آیند. مقصود از «أَفْوَاجًا» این است که بعد از آن که افراد به تنهایی و سپس چندتایی دعوت دین اسلام را پذیرفتند، حالا (پس از فتح مکه) کل قبیله با هم وارد دین اسلام شدند. یعنی اهالی مکه، طائف، یمن و سایر قبیله‌های عرب، به یکباره اسلام آوردند. از جابر بن عبدالله، صحابی پیامبر اسلام، حدیثی نقل شده که پیامبر اسلام می‌گوید: «مردم دسته دسته در دین خدا داخل شدند و به زودی دسته دسته از آن خارج می‌شوند.»

### آیه سوم
علامه طباطبایی، مفسر شیعه، می‌گوید خدا در این آیه، ابتدا به تسبیح سپس به حمد و در آخر به استغفار امر می‌کند. برای این ترتیب فروضی ذکر شده‌است: از آنجا که فتح مکه در سال‌های پایانی زندگی محمد، پیامبر اسلام، بود، ممکن بود برای برخی از مسلمانان این تصور ایجاد شود که چرا در حالی که آن‌ها بر حق هستند، پس از این همه مدت موفق به فتح مکه شدند؛ برای همین خدا ابتدا امر به تسبیح می‌کند تا پیامبر او را منزه از آن بداند که کسی بر وی حقی داشته باشد، و مسلمانان بدانند که حکمتی در تأخیر در فتح مکه وجود داشته‌است. حال پس از آن که شخص از تسبیح خدا فارغ گشت، شایسته‌است، خدا را به خاطر خوبی‌هایی که به او کرده، حمد و پس از آن از گناهان خود استغفار کند. فرض دیگر آن است که این نصرت و فتح، ابطالِ باطل و احقاقِ حق بود، پس مناسب بود که از جهت اول سخن از تسبیح و تنزیه خداوند، و از جهت دوم (که نعمت بزرگی است) سخن از حمد و ثنای او برود، و به همین جهت به پیامبر اسلام دستور داد تا خدا را با حمد تسبیح بگوید.
زمخشری، مفسر معتزلی، امر به استغفار همراه با تسبیح را کامل‌کننده هم می‌داند؛ چراکه خداوند امر را بین طاعت و مراقبت از ارتکاب معصیت جمع کرده‌است؛ و فلسفه امر کردن پیامبر اسلام به استغفار را، از باب لطف بر امت دانسته‌است. چراکه محمد معصوم و استغفار وی از جهت تواضع و هضم النفس بوده، که آن هم به خودی خود، نوعی عبادت محسوب می‌شود. خداوند در پایان این آیه (إِنَّهُ کانَ تَوَّاباً) امیدواری عظیمی به استغفار کنندگان داده‌است. فیض کاشانی از بَیضاوی، مفسر اشعری، احتمالی را مبنی بر این که شاید بتوان این آیه را نشانه‌ای برای درگذشت پیامبر اسلام گرفت، ذکر می‌کند؛ چرا که آیه بر تمام شدن دعوت وی و کامل شدن دین دلالت دارد.
محی‌الدین درویش، مفسر اهل سنت، برداشت دیگری نیز از آیه کرده‌است و آن منع کردن پیامبر اسلام از اشتغال به کار مردم است؛ زیرا زمانی که خدا، محمد را به تسبیح، حمد و استغفار امر می‌کند؛ گویی دارد او را از اشتغال به کارهای دیگر نظیر امور امت منع می‌کند. در این نوع برداشت نوعی آگاهی به تمام و کامل شدنِ تبلیغ پیامبر اسلام است و تنبیه به این نکته که محمد، عمرش رو به پایان است. آخرین کلمه از این سوره «تواب» است. تواب اگر به عنوان صفتِ خدا استعمال شود به معنی کسی است که توبه بسیاری را می‌پذیرد؛ ولی اگر به عنوان صفتِ انسان استعمال شود به معنی کسی است که بسیار توبه می‌کند.

## فضیلت سوره
در منابع مختلف اسلامی (اعم از شیعه و سنی) برای این سوره فضیلت‌هایی ذکر شده‌است.

### منابع شیعی

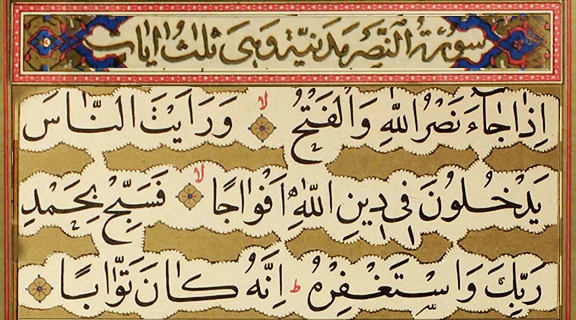
سوره نصر، اثرِ میرزا احمد نیریزی؛ کتابت: ۱۱۱۷ ه‍. ق، اواخر دورهٔ صفوی؛ نگاه‌داری‌شده در کتابخانهٔ کاخ گلستان؛ معروف به قرآن آریامهری یا پهلوی